# Mettich (Adelsgeschlecht)

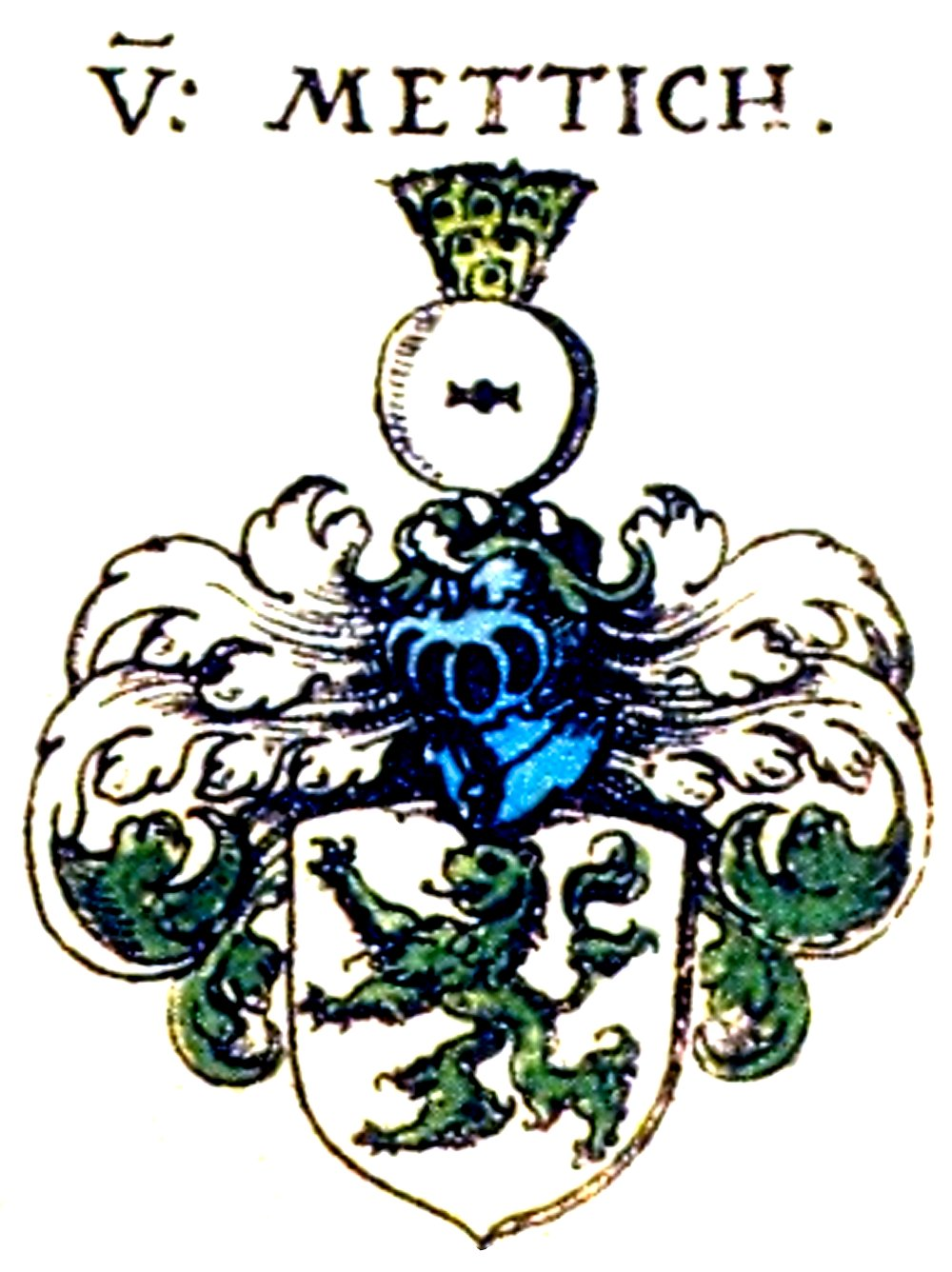
Stammwappen derer von Mettich in Siebmachers Wappenbuch, 1605

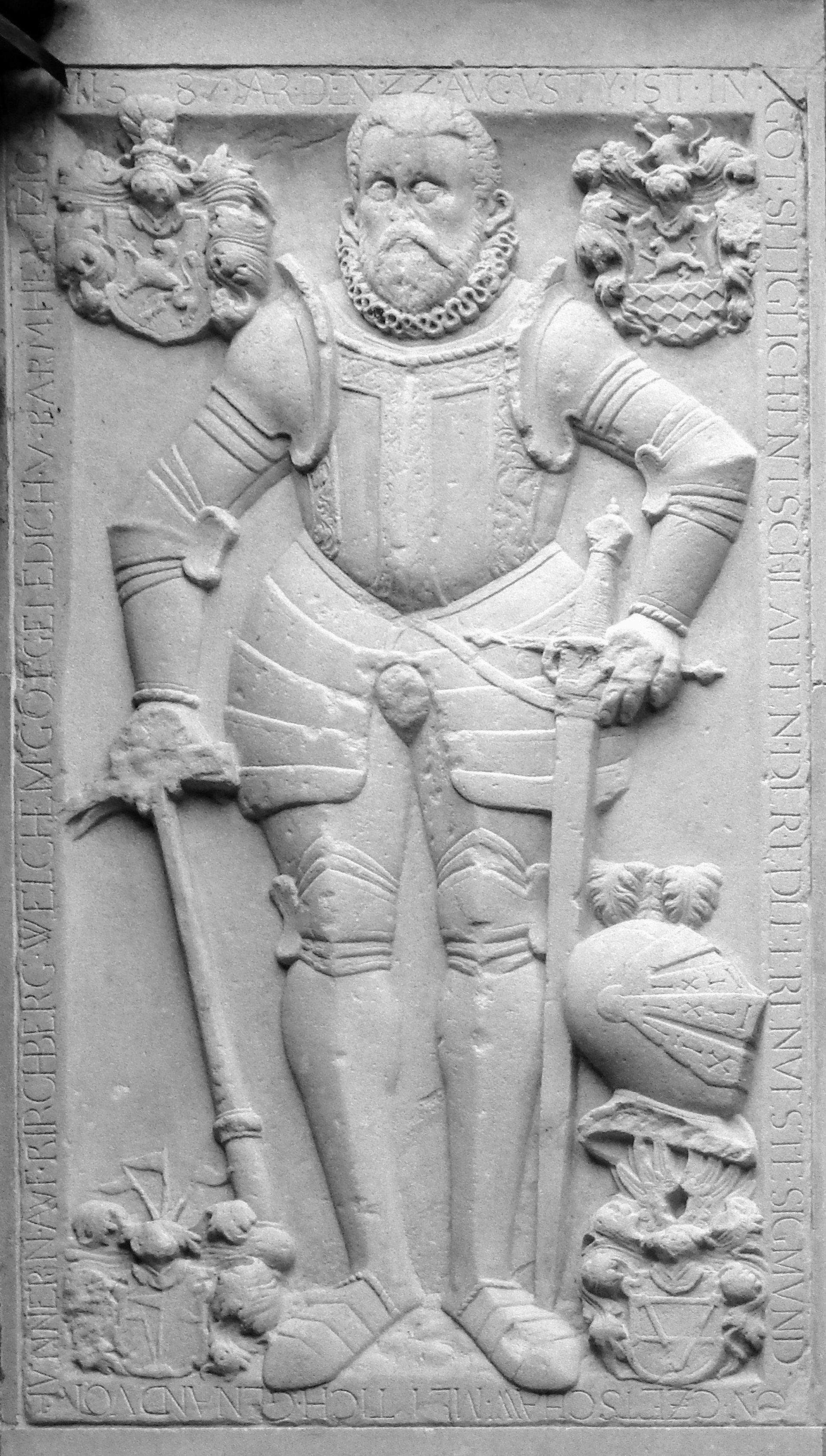
Epitaph für Sigismund von Tschetschau-Mettich

Die Grafen von Mettich, Freiherren von Tschetschau auch Tschetschau-Mettich bzw. Tschetschau genannt Mettich waren ein weitverzweigtes schlesisches Uradelsgeschlecht, das in Freiherren- und Grafenstand erhoben wurde und im Namensträgerstamm 1886 vollständig erloschen ist. Die Familie ist zu unterscheiden von dem schlesischen, ursprünglich meißnischen Uradelsgeschlecht Zeschau bzw. Tschesch, sowie zu den Briefadelsgeschlechtern mit Namen Metting, zu denen weder eine Stamm- noch Wappenverwandtschaft besteht.

## Geschichte
Das Geschlecht erscheint urkundlich erstmals 1302 mit Stefan von Medgau auf Komprachtschütz bei Oppeln. Die Stammreihe beginnt mit dem Ritter und Herzoglichen Rat Schibesko (Schibko) Mettche (urkundlich 1322–1360), auf Groß Peterwitz, Polsnitz u. Peiskerwitz, der nach der Überlieferung an der Seite des Herzogs von Münsterberg an der Schlacht von Münsterberg kämpfte und bis 1360 erwähnt wird. Der Name des seit dem Anfang des 14. Jahrhunderts im Herzogtum Schlesien und der Grafschaft Glatz nachgewiesenen Geschlechts lautete ursprünglich Czeczow, Czechow bzw. Czeschowna. Die Nachkommen des Schibko, Thamme, Otto und Friedrich erscheinen bereits unter den Namen „Medgow zu Ossig“. Der Name Mettich soll mit dem Gut Mettkau in Verbindung stehen. Die Nachkommen des 1391 erwähnten Kuno von Metschow verkauften 1405 Polsnitz an das Vinzenzstift in Breslau. 1452 besaß Georg von Metchaw das Gut Ingramsdorf sowie 1454 Heinrich von Tzetschaw das Gut Pohlsdorf.
Der Stammvater der Freiherren und Grafen von Mettich ist Hans auf Mettkau und Borganie († 1496), verheiratet mit Margaretha Stolz von Schlanz. Seine Söhne waren Balthasar auf Mettkau, Kaspar auf Borganie († 1553) und Hans auf Neudorf († 1551). Dem Freiherrendiplom von 1605 zufolge diente der Sohn von Christoph auf Silbitz, Christoph von Tschetschau genannt Mettich (* um 1530; † 1605), 40 Jahre Kaiser Maximilian II. sowie Rudolf II. als Hofdiener, Untersilberkämmerer und Truchsess. Einer seiner Brüder war der Landeshauptmann des Fürstentums Oppeln Joachim von Tschetschau genannt Mettich (* um 1540; † 1612).
Am 9. September 1605 erhielten Joachim und seine Vettern Balthasar, Hans und Georg von Mettich den böhmischen Freiherrenstand und eine Wappenbesserung. Kaiser Rudolf II. erlaubte Sigmund von Zedlitz die Hochzeit seiner Tochter Anna Maria mit dem kaiserlichen Rat, Hauptmann des Fürstentums Münsterberg und Weichbild Frankenstein, Hans des Jüngeren von Tschetschau und Mettich auf Kirchberg, Schräbsdorf und Wirsbel am 1. März 1609 auf der kaiserlichen Burg in Breslau abzuhalten. Als Gnadengeschenk erhielt das Brautpaar vom Kaiser ein vergoldetes Silbertrinkgeschirr im Wert von 100 Talern. Am 12. November 1633 wurde dem kaiserlichen Rat und Wirklichen Geheimen Rat des Erzherzog Karl von Österreich, Joachim Freiherr von Tschetschau und Mettich, Herr auf Hilbersdorf, Dambrau u. Janckay der Grafenstand und eine Wappenbesserung verliehen.
Heinrich Josef Ferdinand Graf von Mettich (* 13. September 1778; † 11. April 1853) adoptierte die Tochter seiner Schwester Karoline Anna Franziska Agnes Mohr von Ehrenfeld (* 11. Juni 1815; † 31. Mai 1865), die in zweiter Ehe mit Rudolf Maria Bernhard Graf von Stillfried-Rattonitz und Neurode, Grande von Portugal und Graf von Alcantara verheiratet war. Das Geschlecht ist mit Maria Antonia Josefa geb. Gräfin von Mettich (* 13. Oktober 1806; † 4. März 1886), verheiratet mit dem k. k. Kämmerer und preußischen Generalmajor a. D. Joseph Graf von Larisch, Freiherr von Ellguth und Karwin (* 25. Juli 1777; † 3. Dezember 1841), vollständig erloschen.

## Standeserhebungen
- 9. September 1605: Böhmischer Freiherrenstand und Wappenbesserung
- 12. November 1633: Reichsgrafenstand und Wappenbesserung

## Besitzungen (Auswahl)
- Borganie
- Buchelsdorf
- Dambrau
- Gräflich Wiese
- Groß Peterwitz
- Ingramsdorf
- Mettkau
- Ossig
- Rosenau
- Schönbrunn
- Schweinsdorf
- Silbitz
- Weigwitz
- Wiesendorf

## Wappen
- Stammwappen: In Silber ein rechtsgekehrter doppelschweifiger grüner Löwe. Kleinod: ein silberner Mühlstein besteckt mit drei Pfaufenfedern.
- Gräfliches Wappen: Quadriert mit rotem Herzschild, in welchem ein schwarzer Doppeladler, überdeckt von silbernem, mit rotem Herzen belegten Balken. Feld 1 und 4 in Silber ein rechts gekehrter blauer Löwe. Feld 2 und 3 in Rot ein silberner Mühlstein. Drei gekrönte Helme mit rot-silbernen Decken. I. schwarzer gekrönter Adler auf der Krone, links gekehrt; II. Pfauenschweif; III. links gekehrter silberner Greif auf der Krone.[10]

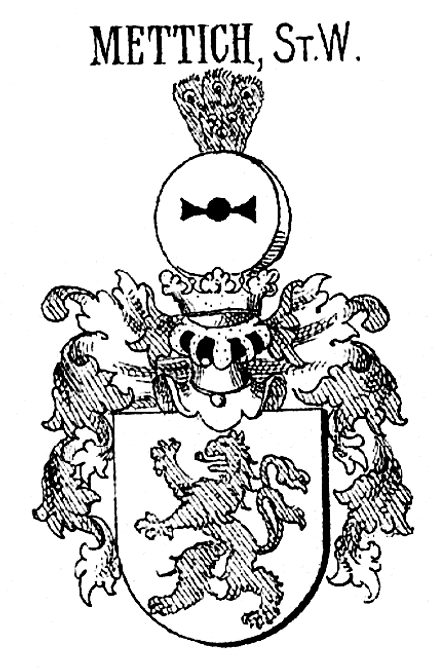
Stammwappen derer von Mettich (Variante I)
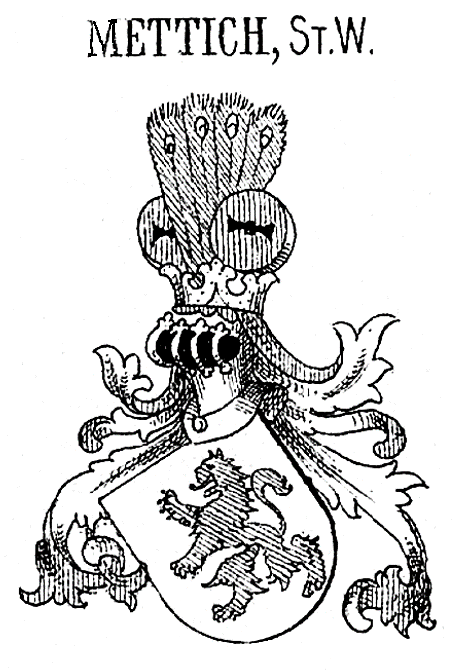
Stammwappen derer von Mettich (Variante II)
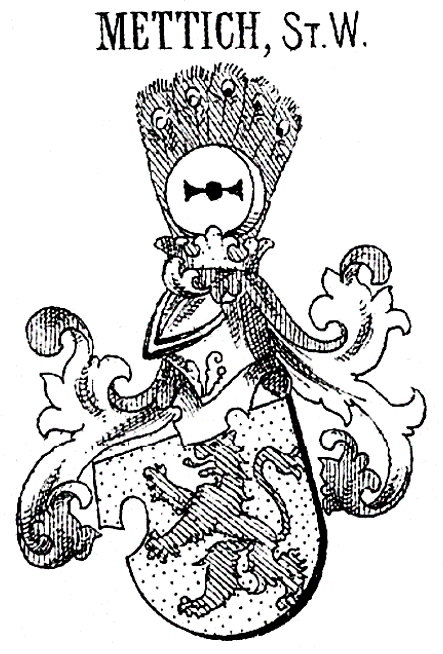
Stammwappen derer von Mettich (Variante III)
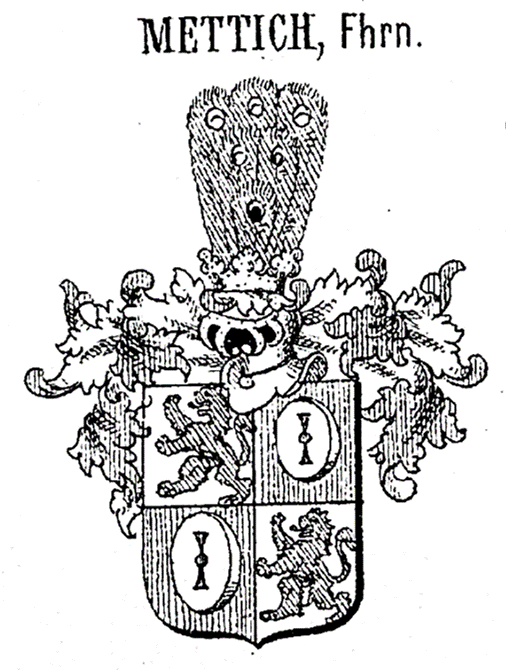
Wappen der Freiherren von Mettich
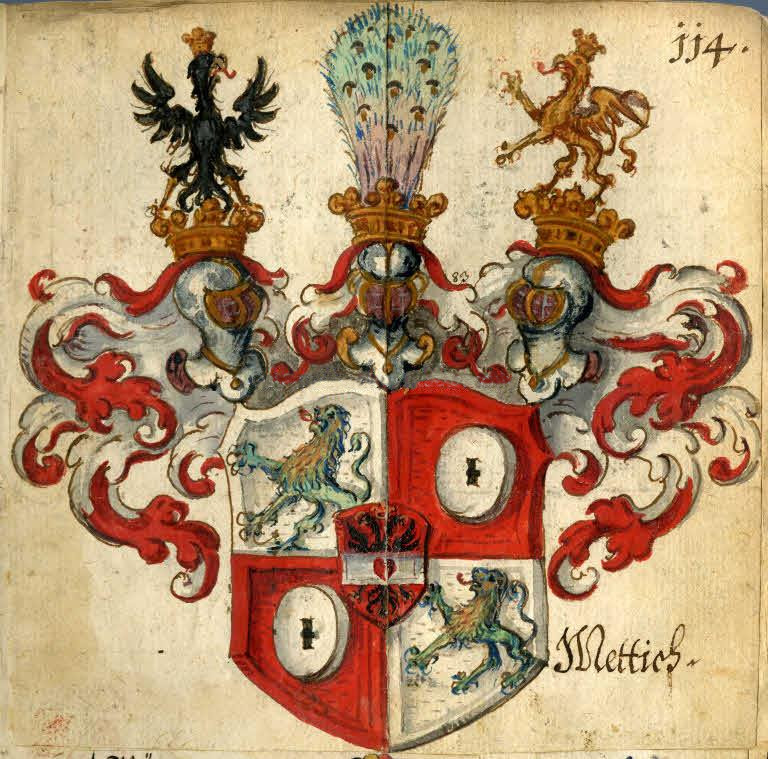
Wappen der Grafen von Mettich (1633)
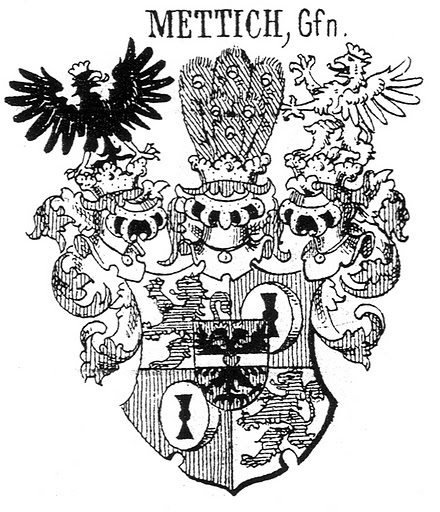
Wappen der Grafen von Mettich (1633) bei Tyroff
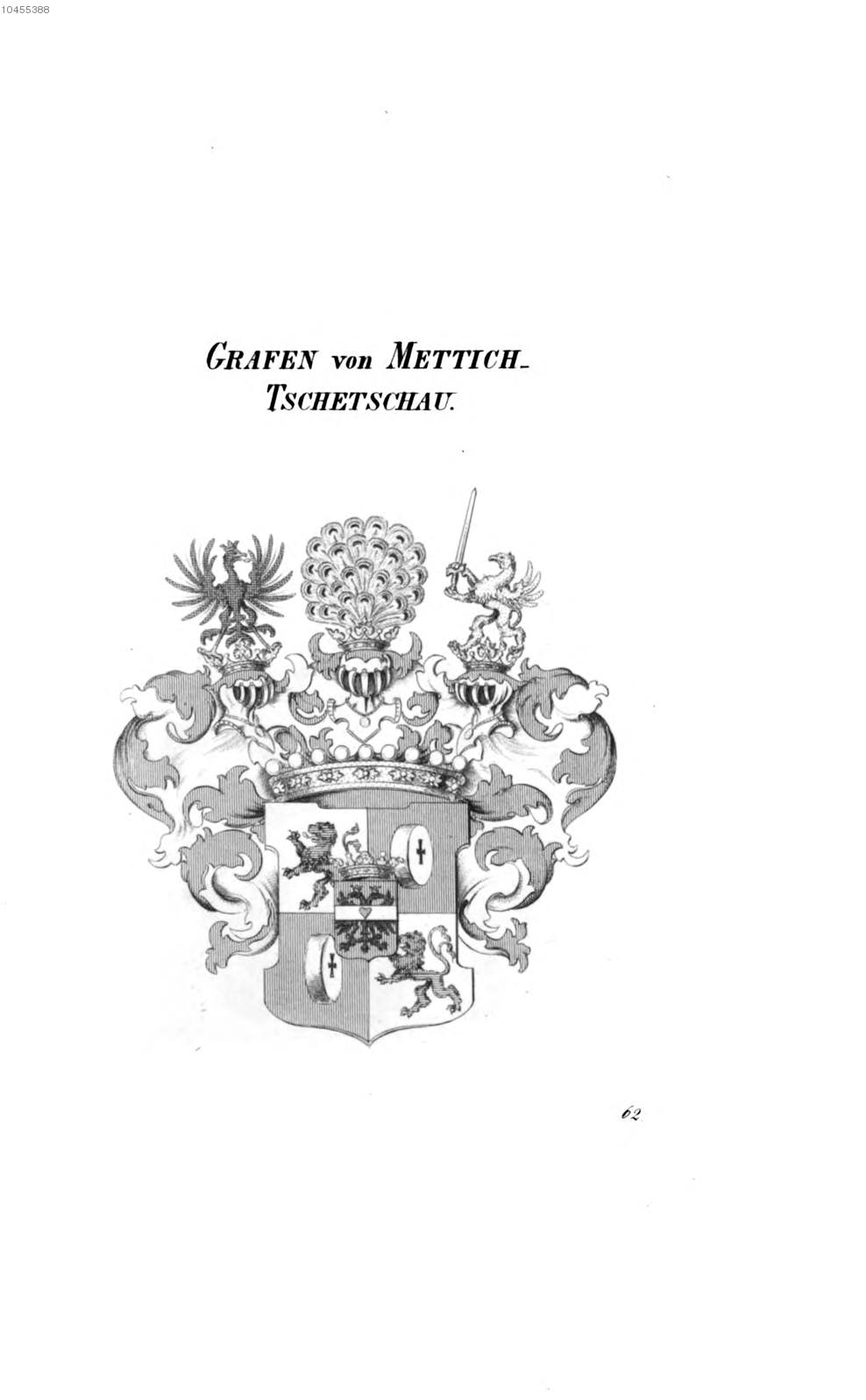
Wappen der Grafen von Mettich nach Konrad Tyroff
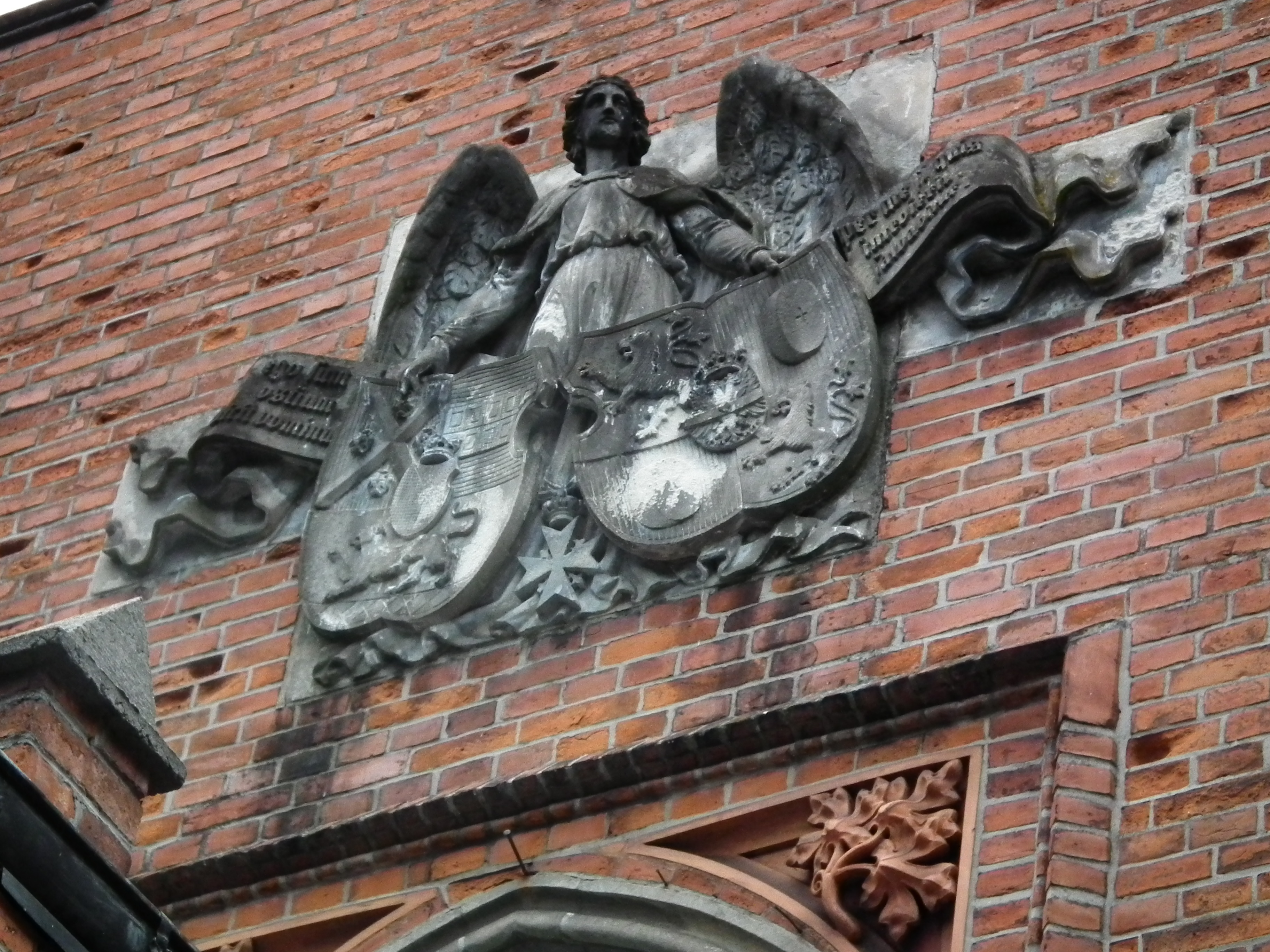
Allianzwappen an der Kirche von Silbitz

## Stammreihe
1. Hans auf Mettkau und Borganie († 1496), ⚭ Margaretha Stolz von Schlanz
  1. Hans auf Neudorf und Hünern († 19. Juni 1551), ⚭ 1.) Hedwig von der Heyde a. d. H. Lauterbach, 2.) ⚭ Anna von Biedau
    1. Nikolaus von Hünern zu Weigwitz, Schönbrunn und Rosenau († um 1589), ⚭ Helena von Haase zu Klein-Rädlitz
      1. Joachim, seit 1605 Freiherr, seit 1633 Graf (* 1578; † 23. September 1646), ⚭ Anna Maria Gräfin Dohna zu Wartenberg
        1. Karl Joachim (* 1627; † 14. September 1684), ⚭ Anna Maria Freiin Proskowsky von Proskau
          1. Karl Christoph (* 30. November 1655; † 1708), ⚭ Maria Sabina Gräfin von Verdugo
            1. Karl Joachim (* 31. Mai 1693; † 15. Oktober 1748), ⚭ Maria Johann Freiin von Welczeck
              1. Franz Karl Johann Anton Josef (* 7. Juni 1737; † 21. Juni 1819), ⚭ 1.) Maria Johanna Gräfin Althann, ⚭ 2.) Josepha Maria Gräfin Althann
                1. Heinrich Josef Ferdinand (* 13. September 1778; † 11. April 1853), ⚭ Maria Anna Freiin von Saurma-Jeltsch[11]

## Seniorratsherren auf Wiese

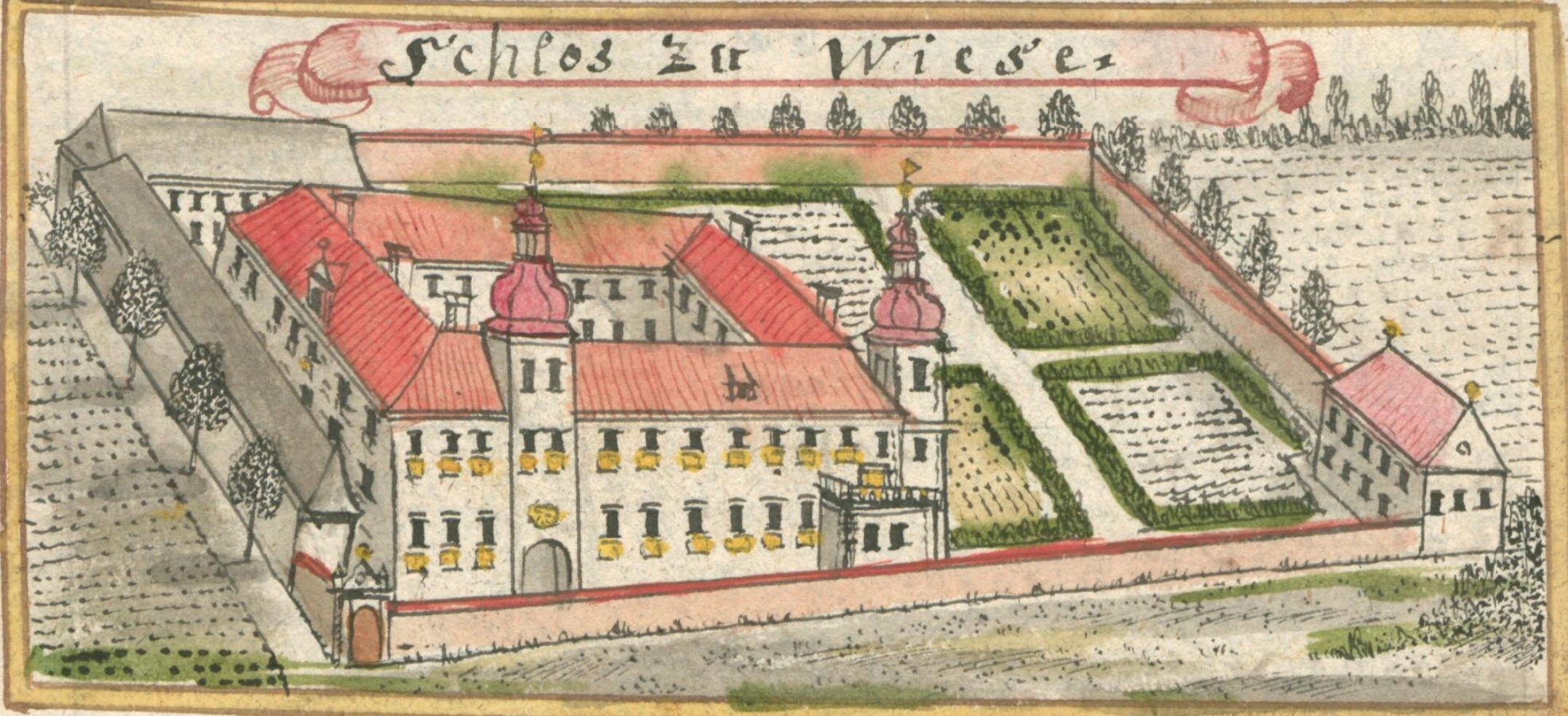
Schloss Gräflich Wiese

1. Joachim Freiherr von Mettich (* 1537; † 1612)
2. Joachim Graf von Mettich (* 1578; † 23. September 1646), k. k. Wirklicher Geheimer Rat, Ober-Silberkämmerer, polnischer und schwedischer Rat, 1645 Landeshauptmann von Oppeln und Ratibor
3. Wolf Nikolaus († 29. Juni 1655), k. k. Kämmerer und Schlosshauptmann zu Ratibor
4. Karl Joachim (* 1627; † 14. September 1684)
  - ⚭ Anna Maria Freiin Proskowsky von Proskau
5. Johann Joachim († 6. Oktober 1697)
  - ⚭ 28. November 1673 Johanna Theresia Gräfin von Herberstein
6. Johann Leopold († 18. Mai 1703)
  - ⚭ Euphemia Eleonora Gräfin Althann
7. Ferdinand Maximilian (* 1699; † 9. Juni 1748), Landrechtsbeisitzer und Landeshauptmann von Oppeln und Ratibor
  - ⚭ 22. Juli 1714 Maria Johanna Gräfin von Schrattenbach
8. Karl Joachim (* 31. Mai 1693; † 15. Oktober 1748)
  - ⚭ Maria Johanna Freiin von Welczeck
9. Karl Christoph Joseph Jakob Heinrich (* 25. Juli 1728; † 17. Juni 1780)
  - ⚭ Maria Anna Franziska Freiin von Grattaschreiber
10. Franz Karl Johann Anton Joseph (* 1737; † 21. Juni 1819), k. k. Kämmerer und Oberst
  - ⚭ 21. November 1768 Maria Johanna Gräfin Althann
  - ⚭ 26. Juli 1787 Josepha Maria Gräfin Althann
11. Karl Magnus Johann Nepomuk (* 28. August 1774; † 20. August 1825), Landesältester des Kreises Neustadt
  - ⚭ 15. November 1795 Maria Antonia Gräfin von Karawath
  - ⚭ 13. April 1806 Maria Anna Gräfin Henckel von Donnersmarck[12]